# Progress Quest
Progress Quest (PQ) ist ein Computerprogramm, welches viele Elemente von Computer-Rollenspielen (RPGs) parodiert, besonders Diablo und MMORPGs wie EverQuest.

## Beschreibung
Wenn man ein neues Spiel startet, unabhängig davon ob Einzelspieler oder Mehrspieler, wird der „Spieler“ dazu aufgefordert, sich einen Charakter zu erstellen. Dazu sucht er sich eine Rasse und einen Beruf aus und wählt einen Namen. Hier beginnt bereits die Parodie, denn der Großteil der Rassen und Berufe sind zwar an Klassiker des Fantasy-Genres angelehnt, veralbern diese jedoch (z. B. Half Halfling, Dung Elf, Shiv-Knight), andere hingegen sind in klassischen Fantasy-Spielen gar nicht anzutreffen, sondern nur allgemein belustigend (Enchanted Motocycle, Double Wookie, Bastard Lunatic). Außerdem versucht man, möglichst hohe Startwerte zu erwürfeln. Besonderes Feature bei PQ ist, dass man nicht nur neu würfeln kann, sondern auch „zurück“, d. h. alte Würfelergebnisse wieder aufrufen, sollten diese besser sein.
Das Programm wurde von Eric Fredricksen im Jahr 2002 veröffentlicht. Fans des Spiels beteiligten sich schnell an der Parodie, indem sie auf verschiedenen Spiele- und Freeware-Webseiten zahlreiche Rezensionen schrieben und Progress Quest die höchste erreichbare Bewertung gaben.

### Einzelspieler
Das Spiel selber bietet alles, was klassische RPGs auch bieten, nur wurde das „lästige“ Mikromanagement entfernt, d. h. der Charakter läuft durch die Gegend und tötet Monster (z. B. Hair und Porn Elementals oder Chromatic Dragons) und bekommt dafür Gegenstände (z. B. Chromatic Dragon Mineral-Water) und Erfahrungspunkte. Wenn sein Inventar voll ist, begibt er sich zurück in die Stadt und verkauft alles, um sich dafür neue Ausrüstung zu kaufen. Wenn er genügend Erfahrungspunkte gesammelt hat, steigt er ein Level auf.
Das gesamte Geschehen läuft hierbei jedoch vollautomatisch ab; es ist keine Interaktion seitens des Spielers nötig oder möglich. Anhand mehrerer Statusanzeigen und Fortschrittsbalken kann der Spieler jederzeit den Fortschritt seines Charakters beobachten.

### Mehrspieler
Der Multiplayer-Modus ist generell wie der Singleplayer-Modus, jedoch bietet er die Möglichkeit „gegen“ andere PQ-Spieler zu spielen. Im Gegensatz zum Singleplayer muss man sich zunächst für einen der fünf Server entscheiden, auf dem man spielen möchte:
- Knoram (Momentan geschlossen)
- Expodrine (Momentan geschlossen)
- Oobag (Momentan geschlossen)
- Spoltog
- Pemptus

Bis auf Spoltog ist keine Anmeldung vonnöten, man kann einfach drauf losspielen. Danach läuft alles wie im Singleplayer ab, nur dass mit jedem Level-Anstieg die Charakterdaten an den Server gesendet werden, welcher diese dann für das Ranking auswertet. Außerdem kann man mittels der Tastenkombination „Strg+M“ Mottos für seinen Charakter angeben.
Ein weiteres Feature, welches zurzeit nur auf Oobag, Spoltog und Pemptus angeboten wird, sind Gilden. Um eine Gilde zu gründen, ist ein Account erforderlich. Sobald dieser angelegt wurde, muss man anschließend auf der „Account-Page“ auf „Create a new guild“ klicken, einen Namen eingeben, die Ausrichtung (gut, neutral, böse) wählen und sich ein Motto ausdenken. Pro Account kann man maximal vier Gilden anführen; außerdem ist es nicht möglich, Chef einer guten und einer bösen Gilde gleichzeitig zu sein. Im Spiel muss man dann noch „Strg+G“ drücken und dann den Namen der Gilde eingeben, um dieser beizutreten.